# Jean-Louis Beaudry
Pour les articles homonymes, voir Beaudry.
Jean-Louis Beaudry, né le 27 mars 1809 à Mascouche et mort le 25 juin 1886 à Montréal, est un homme d'affaires et un homme politique canadien. Il a été maire de Montréal de 1862 à 1866, de 1877 à 1879 et de 1881 à 1885.

## Biographie

### Jeunesse et vie privée
Né le 27 mars 1809 et baptisé le même jour dans la paroisse Saint-Henri de Mascouche, Jean-Louis Beaudry est le fils aîné de Jean-Prudent Beaudry, cultivateur, et de Marie-Anne Boimier (Bohémier). Il quitte le milieu rural à l'âge de quatorze ans pour entamer une carrière commerciale à Montréal. En association avec son frère Jean-Baptiste, il ouvre en 1834, une entreprise spécialisée dans la vente de marchandises sèches et dans la liquidation de faillites qui sera un succès financier.
Le 18 mai 1835, il épouse Henriette-Thérèse Vallée (v. 1810-1891) à Montréal, fille de Joseph Vallée, marchand, et de Thérèse Rodney, avec qui il a cinq enfants.
Il a eu une liaison avec Marguerite Éthier (1836-1904) de laquelle il va naître 4 garçons qui porteront le nom de Beaudry. Il a payé pour leur éducation. Les deux plus vieux ont été pharmaciens. Il a acheté un moulin à scie pour le plus jeune.

### Homme d'affaires
Vice-président de la Société des Fils de la Liberté, en 1837, Jean-Louis Beaudry choisit de se rallier à Louis-Hippolyte La Fontaine tout en restant dans le milieu des affaires. Il s'expatrie pendant les événements de cette année pour revenir après la proclamation de l'amnistie en juin 1838. Vers 1845, il devient syndic de la Maison de la Trinité, poste qu'il conservera jusqu'en 1873. Il est cofondateur de la Banque Jacques-Cartier en 1861. Il en sera le président durant de nombreuses années.

### Carrière politique
Sa carrière politique débute lorsqu'il se présente comme candidat libéral-conservateur à Montréal. Il essuie un revers en 1856 et 1858. Il est élu échevin du Quartier Saint-Jacques au conseil municipal de Montréal de juin 1860 à février 1861 avant d'être élu maire de Montréal en février 1862. Il est défait par Henry Starnes en février 1866 en raison de ses interventions jugées frauduleuses. En 1867, il est nommé membre du conseil législatif (Alma), où il appuie le Parti conservateur, poste qu'il occupera jusqu'à sa mort.
En 1873, ses affaires se portent bien et, spéculateur foncier, il possède plusieurs propriétés immobilières sur la rue de la Commune et la rue Saint-Paul. Il est membre de la Commission du Havre de Montréal et du conseil d'administration de la Compagnie du chemin de fer de Montréal et Bytown. Il réside dans le quartier Saint-Antoine.
Son frère Prudent Beaudry, également homme d'affaires dans l'ouest américain, sera maire de Los Angeles de 1874 à 1876.
Revenu à la mairie en mars 1877, il est défait par Sévère Rivard en mars 1879 avant d'être réélu en mars 1881. Honoré Beaugrand lui succède finalement à l'Hôtel de Ville de Montréal en mars 1885. La même année, il s'insurge contre la pendaison de Louis Riel dans un ralliement au Champ-de-Mars de Montréal.
Il meurt à Montréal le 25 juin 1886 à l'âge de 77 ans ; son corps a été mis en terre dans le cimetière Notre-Dame-des-Neiges le 28 juin.
Le peintre Samuel Hawksett a réalisé son portrait en 1865 et Henri Julien lui a dessiné une caricature dans The Canadian Illustrated News en 1877.